# Förderverein Bergbauhistorischer Stätten Ruhrrevier
Der Förderverein Bergbauhistorischer Stätten Ruhrrevier e.V. ist ein Geschichtsverein mit dem Schwerpunkt auf den Ruhrbergbau in Witten.

## Geschichte
Der Verein wurde am 22. Juni 1982 in Witten gegründet. Zu seinen Aufgaben zählt die Betreuung verschiedener Bergbaurelikte und -Wanderwege, sowie die Aufstellung und Pflege von Informationstafeln und die Durchführung von Informationsveranstaltungen. 1982 hatte die Stadt Witten aus Gründen der Kostenersparnis den Ausbau und die Pflege des bereits bestehenden Bergbaurundwanderwegs auf den Verein übertragen.
Bald folgte die Ausweitung des Vereins und Gründung neuer Arbeitskreise in Bochum, Dortmund, Unna. In den 1990er Jahren kamen der Arbeitskreis Holzwickede und der Arbeitskreis Sprockhövel hinzu. In den Jahren 1999 bis 2001 schlossen sich in Essen, Gelsenkirchen, Recklinghausen, Wetter-Herdecke und Mülheim bestehende Gruppen dem Förderverein als Arbeitskreise an. 2011 folgten Hamm/Ahlen und Hattingen. Der Förderverein ist mittlerweile im gesamten Ruhrgebiet mit Projekten vertreten. Im Jahre 2007 feierte der Förderverein sein 25-jähriges Bestehen. Vorsitzender des Fördervereines ist Dr. Mathias Schöpel. Seine Vorgänger waren Aloys Berg, Max Kuhn, Rudi Soboll und Klaus Lohmann.